# シャーロット・オーガスタ・オブ・ウェールズ
シャーロット・オーガスタ（英語: Charlotte Augusta, 1796年1月7日 - 1817年11月6日）は、イギリス王兼ハノーファー王ジョージ4世と王妃キャロラインの唯一の子。父が摂政王太子、プリンス・オブ・ウェールズだった間に生まれて死去したため、シャーロット・オーガスタ・オブ・ウェールズ（Charlotte Augusta of Wales）と呼ばれる。

## 生涯

### 生い立ち
1796年、摂政王太子ジョージと妃キャロラインの唯一の子として誕生する。両親は不仲で、以降弟妹は誕生せず、また放蕩な叔父たちにも、長らく嫡出子がいない状態だった。
そもそも、放蕩なジョージ側による金銭目当ての結婚であり、結婚早々から両親は不仲だった。双方に問題点はあったが、キャロラインは国王ジョージ3世や庶民からの人気が高かった。1796年1月7日にシャーロットが誕生すると、その養育方法を巡り、2人の対立は決定的になり、1797年には別居して二度と共に暮らすことは無かった。シャーロット王女は、セント・ジェームズ宮殿で養育され、キャロラインとの面会の頻度も徐々に減らされていった。
夫妻の不仲が、世間に露呈したのは、キャロラインの”不品行”をまとめ、1806年7月14日付で国王に提出された『The Report』（報告書）であった。しかし、これは逆にキャロラインの無実と、ジョージの放蕩ぶりを露呈させるものだった。トーリー党の首相スペンサー・パーシヴァルにより、キャロラインに有利な資料等も含めた『The Book』として再構成されていたが、予想に反し、ジョージがトーリー党を閣僚に留任させたことから、パーシヴァルは出版を見合わせていた。パーシヴァルが1812年5月に暗殺されると、キャロライン側についたホイッグ党により1813年2月に『The Book』が出版されることとなる。
1813年5月、キャロラインは、シャーロット王女との面会を懇願していたが状況は解消されなかった。ヘンリー・ブルーム議員は、苦境のキャロラインに接近し、未来の女王であるシャーロットをホイッグ党側に引き込もうと試みた。ブルームはキャロラインに同情的な世論を形成すべく、ジャーナリズムに対して工作を行った。
しかし、キャロラインは年金を得て国外で暮らすことを選び、シャーロットの懇願も聞かずに出国してしまった。

### 結婚と早世

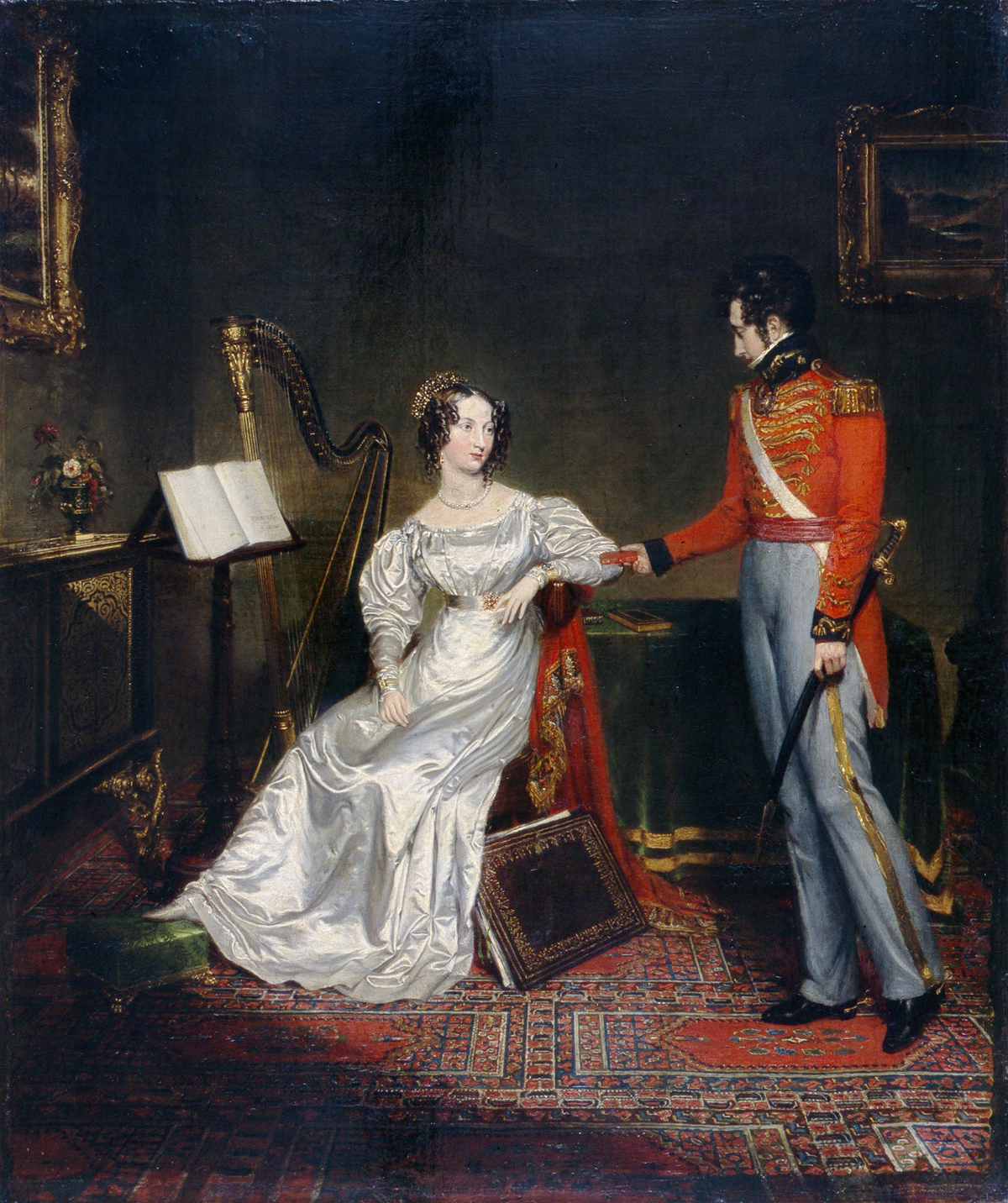
1816年頃画、レオポルド公子とシャーロット

ナポレオン戦争の終結から1年余りを経た1816年5月2日、ザクセン＝コーブルク＝ザールフェルト家のレオポルド公子とロンドンのカールトン・ハウスで結婚した。レオポルドは当時ロシア帝国陸軍の元帥だったが、結婚後はイギリスで暮らした。しかし、シャーロットは翌1817年11月6日に男子を死産した後、間もなく死去した。
母キャロラインにとっては、娘シャーロットの即位後に王太后として帰国する目論見が潰えてしまった。また、女王シャーロットの下で首相を目指していたブルームにとっても、大きな痛手であった。
なお、レオポルドは1831年に初代ベルギー国王に推戴され、翌1832年にルイーズ＝マリー・ドルレアンと再婚した。

### 王位継承への影響
祖父ジョージ3世の王子のうち、長男ジョージ4世、次男ヨーク・オールバニ公フレデリック、三男ウィリアム4世、四男ケント公エドワード、五男カンバーランド公アーネスト、六男サセックス公オーガスタス、七男ケンブリッジ公アドルファスの7人が成人していた。
しかし、シャーロットが逝去した1817年時点で、ジョージ4世の弟たちはすでに中高年に差し掛かっていたが、嫡出子がいない状態だった。兄弟中の独身者は急遽、王族や高位貴族の女性を配偶者に選び、後継者を儲けようとした。
妻帯者のヨーク・オールバニ公フレデリックは、嫡出子がないまま1827年に逝去した。ウィリアム4世は1818年に結婚し、1819年と1820年に王女が誕生したが夭折した。ケント公エドワードは1818年に出産歴のある未亡人ヴィクトリア（レオポルドの姉）と結婚し、1819年5月24日にヴィクトリア王女が誕生したが、公自身は1820年1月に逝去した。アーネストには1819年に男子が誕生し、ハノーファー王位を継承した。サセックス公オーガスタスは嫡子を儲けることなく、1831年に再婚した。末弟のケンブリッジ公アドルファスも1818年に結婚し、1男2女を儲け、末子メアリーの娘が後にイギリス王妃となるメアリー・オブ・テックである。
このようにシャーロットの逝去を機に、ヴィクトリア女王を含む嫡出の王族が多く誕生することとなった。